# 张立 (乒乓球运动员)
张立（1951年5月3日—2019年2月13日），河南新乡人，中国女子乒乓球运动员。曾经在1973～1979年间获得世界乒乓球锦标赛单人、双人和团体的一系列奖牌。亦在乒乓球未成为奥运项目时，一直在亚运会的乒乓球赛事猛衔获得金牌的运动员之一，亦是1970年代获得最多金牌的参赛选手。1978年入选过中华人民共和国第五届全国人民代表大会的议员；1981年做过中国国家乒乓球队的主教练同助理教练等职务。退役后试过搬到美国加州圣何塞定居。
2019年2月13日因患癌症而去世，终年67岁。